# Wesam Al-Sous
Wesam Al-Sous, né le 24 février 1983, en Jordanie, est un joueur jordanien de basket-ball. Il évolue au poste d'arrière.

## Palmarès
- 3e du championnat d'Asie 2009